# Municipio de Tarariras
Tarariras es uno de los municipios del departamento de Colonia, Uruguay. Su sede es la ciudad homónima.

## Ubicación
El municipio se encuentra situado en la zona central del departamento de Colonia.

## Características
El municipio de Tarariras fue creado a través de la ley 18653 del 15 de marzo de 2010, y forma parte del departamento de Colonia. Comprende el distrito electoral NBD de ese departamento.
Dentro de su territorio quedan comprendidas las siguientes localidades:
- Tarariras (sede)
- Artilleros

## Autoridades
La autoridad del municipio es el Concejo Municipal, compuesto por el Alcalde y cuatro Concejales.
Alcaldes según período:
| Nº | Alcalde       | Partido             | Inicio del mandato      | Fin del mandato         | Observaciones     | Concejales                                                                           |
| -- | ------------- | ------------------- | ----------------------- | ----------------------- | ----------------- | ------------------------------------------------------------------------------------ |
| 1  | Diana Olivera | Partido Nacional PN | 13 de julio de 2010     | 8 de julio de 2015      | Alcaldesa elegida |                                                                                      |
| 2  | Sergio Bertón | Partido Nacional PN | 9 de julio de 2015      | 26 de noviembre de 2020 | Alcalde elegido   | Mirta Pacheco (PN) Dany Pérez (PN) Fredis Antúnez (PN) Rosario Alzugaray (FA)        |
| 3  | Danny Pérez   | Partido Nacional PN | 27 de noviembre de 2020 | 2025                    | Alcalde elegido   | Marisel Saporiti (PN) Lorena Morales (PN) Ariel Silveira (PN) Rosario Alzugaray (FA) |